# Zhonghuopu (köpinghuvudort i Kina, Hubei Sheng, lat 29,76, long 114,00)
Zhonghuopu är en köpinghuvudort i Kina. Den ligger i provinsen Hubei, i den centrala delen av landet, omkring 95 kilometer söder om provinshuvudstaden Wuhan. Antalet invånare är 25 061. Befolkningen består av 12 173 kvinnor och 12 888 män. Barn under 15 år utgör 16,0 %, vuxna 15-64 år 73 %, och äldre över 65 år 10,0 %.
Runt Zhonghuopu är det tätbefolkat, med 266 invånare per kvadratkilometer. Närmaste större samhälle är Puqi, 12,3 km väster om Zhonghuopu. I omgivningarna runt Zhonghuopu växer huvudsakligen savannskog.
Genomsnittlig årsnederbörd är 1 972 millimeter. Den regnigaste månaden är maj, med i genomsnitt 280 mm nederbörd, och den torraste är januari, med 51 mm nederbörd.